# Distrito judicial de Moquegua
El distrito judicial de Moquegua es una división administrativa del Poder Judicial del Perú. Tiene como sede la ciudad de Moquegua y su competencia se extiende al departamento homónimo.

## Historia
La historia de este distrito judicial esta ligada con la de la Corte Superior de Justicia de Moquegua. El 17 de septiembre de 1856 se creó la primera Corte Superior de Justicia para el departamento de Moquegua que, en el siglo XIX incluía los territorios de los actuales departamentos de Moquegua y Tacna así como del antiguo departamento de Tarapacá. Esa corte, cuya sede fue establecida en la ciudad de Tacna, es la predecesora de la moderna Corte Superior de Justicia de Tacna. Tras la Guerra del Pacífico, la corte tacneña desapareció en 1930 cuando fue disuelta por el gobierno de Luis Miguel Sánchez Cerro pero fue restituida al año siguiente tras movilización del pueblo tacneño. Esta corte mantenía su jurisdicción sobre el territorio de los departamentos de Tacna y Moquegua. El 17 de diciembre de 1965 mediante Ley N° 15805 durante el primer gobierno de Fernando Belaúnde se dispuso la creación de la Corte Superior de Justicia de Moquegua  pero dicha ley no se ejecutó hasta el 15 de abril del año 2004, durante el gobierno de Alejandro Toledo. De esa manera, el departamento de Moquegua conformó su propio distrito judicial.

## Conformación
El distrito judicial de Moquegua contiene 27 dependencias judiciales incluyendo 3 salas superiores, 16 juzgados de primera instancia, 8 juzgados de paz letrados y diversos juzgados de paz en distintas partes del territorio de su jurisdicción.

## Jurisdicción
El distrito judicial de Moquegua tiene jurisdicción sobre todo el departamento de Moquegua